# Férfi 200 méteres mellúszás a 2004. évi nyári olimpiai játékokon
A férfi 200 méteres mellúszás döntője a 2004. évi nyári olimpiai játékokon augusztus 18-án került lebonyolításra.

## Rekordok
A táblázat a selejtezők előtti rekordokat tartalmazza.
| Világcsúcs           | Brendan Hansen (USA)     | 2:09.04 | Long Beach, Egyesült Államok | 2004. július 11.    |
| Előző olimpiai csúcs | Mike Barrowman (USA)     | 2:10.16 | Barcelona, Spanyolország     | 1992. július 29.    |
| Új olimpiai csúcs    | Kitadzsima Kószuke (JPN) | 2:09.44 | Athén, Görögország           | 2004. augusztus 18. |

## Döntő
| # | Név                | Ország           | Eredmény | Megjegyzés |
| - | ------------------ | ---------------- | -------- | ---------- |
| 1 | Kitadzsima Kószuke | Japán            | 2:09.44  | 'OR        |
| 2 | Gyurta Dániel      | Magyarország     | 2:10.80  |            |
| 3 | Brendan Hansen     | Egyesült Államok | 2:10.87  |            |
| 4 | Paolo Bossini      | Olaszország      | 2:11.20  |            |
| 5 | Vladislav Polyakov | Kazahsztán       | 2:11.76  |            |
| 6 | Mike Brown         | Kanada           | 2:11.94  |            |
| 7 | Scott Usher        | Egyesült Államok | 2:11.95  |            |
| 8 | Jim Piper          | Ausztrália       | Kizárva  |            |

- OR = Olimpiai rekord